# Сіях-Кух (Масаль)
Сіях-Кух (перс. سياه كوه) — село в Ірані, у дегестані Шандерман, у бахші Шандерман, шагрестані Масал остану Ґілян. У переписі 2006 року вказане як окремий населений пункт, але без відомостей про чисельність населення.